# Olympische Winterspiele 1994/Teilnehmer (Slowenien)
| Gelbes Symbol für Goldmedaillen mit stilisierten Olympischen Ringen | Graues Symbol für Silbermedaillen mit stilisierten Olympischen Ringen | Braundes Symbol für Bronzemedaillen mit stilisierten Olympischen Ringen |
| ------------------------------------------------------------------- | --------------------------------------------------------------------- | ----------------------------------------------------------------------- |
| —                                                                   | —                                                                     | 3                                                                       |

Slowenien nahm an den Olympischen Winterspielen 1994 im norwegischen Lillehammer mit einer Delegation von 22 Athleten in drei Disziplinen teil, davon 17 Männer und 5 Frauen. Im Ski Alpin gelang den slowenischen Athleten der Gewinn von insgesamt drei Bronzemedaillen.
Fahnenträger bei der Eröffnungsfeier war der Skirennläufer Jure Košir.

## Medaillen

### Medaillenspiegel
| Rang   | Sportart  | Gold | Silber | Bronze | Gesamt |
| ------ | --------- | ---- | ------ | ------ | ------ |
| 1      | Ski Alpin | –    | –      | 3      | 3      |
| Gesamt | Gesamt    | 0    | 0      | 3      | 3      |

### Medaillengewinner
| Name/n        | Sportart  | Wettkampf          |
| ------------- | --------- | ------------------ |
| Bronze        |           |                    |
| Alenka Dovžan | Ski Alpin | Alpine Kombination |
| Katja Koren   | Ski Alpin | Slalom             |
| Jure Košir    | Ski Alpin | Slalom             |

## Teilnehmer nach Sportarten

### Biathlon
| Athleten                                             | Wettbewerbe        | Zeit        | Fehler      | Rang |
| ---------------------------------------------------- | ------------------ | ----------- | ----------- | ---- |
| Frauen                                               |                    |             |             |      |
| Andreja Grašič                                       | 7,5 km Sprint      | 27:17,9 min | 3 (2+1)     | 18   |
| Andreja Grašič                                       | 15 km Einzel       | 59:09,3 min | 9 (2+3+3+1) | 44   |
| Männer                                               |                    |             |             |      |
| Boštjan Lekan                                        | 20 km Einzel       | 1:05:12,3 h | 5 (3+2+0+0) | 59   |
| Janez Ožbolt                                         | 10 km Sprint       | 29:35,8 min | 0 (0+0)     | 9    |
| Janez Ožbolt                                         | 20 km Einzel       | 1:01:19,1 h | 3 (1+0+2+0) | 29   |
| Jože Poklukar                                        | 10 km Sprint       | 32:31,7 min | 3 (2+1)     | 59   |
| Jure Velepec                                         | 20 km Einzel       | 1:01:58,0 h | 2 (0+1+0+1) | 38   |
| Uroš Velepec                                         | 10 km Sprint       | 31:07,5 min | 2 (1+1)     | 36   |
| Uroš Velepec Jure Velepec Boštjan Lekan Janez Ožbolt | 4 × 7,5 km-Staffel | 1:34:19,6 h | 1 (0+1)     | 10   |

### Ski Alpin
| Athleten       | Wettbewerbe        | 1. Lauf     | 1. Lauf | 2. Lauf     | 2. Lauf | Gesamt      | Gesamt |
| Athleten       | Wettbewerbe        | Zeit        | Rang    | Zeit        | Rang    | Zeit        | Rang   |
| -------------- | ------------------ | ----------- | ------- | ----------- | ------- | ----------- | ------ |
| Frauen         |                    |             |         |             |         |             |        |
| Alenka Dovžan  | Abfahrt            | —           | —       | —           | —       | 1:38,07 min | 16     |
| Alenka Dovžan  | Alpine Kombination | 1:28,67 min | 4       | 1:37,97 min | 3       | 3:06,64 min | Bronze |
| Alenka Dovžan  | Riesenslalom       | 1:22,66 min | 14      | DNF         | DNF     | DNF         | DNF    |
| Alenka Dovžan  | Slalom             | DNF         | DNF     | DNF         | DNF     | DNF         | DNF    |
| Alenka Dovžan  | Super-G            | —           | —       | —           | —       | DNF         | DNF    |
| Urška Hrovat   | Alpine Kombination | 1:34,60 min | 33      | 1:40,15 min | 7       | 3:14,75 min | 14     |
| Urška Hrovat   | Riesenslalom       | 1:23,61 min | 25      | 1:14,55 min | 20      | 2:38,16 min | 20     |
| Urška Hrovat   | Slalom             | 1:00,38 min | 7       | 57,69 s     | 7       | 1:58,07 min | 8      |
| Urška Hrovat   | Super-G            | —           | —       | —           | —       | 1:24,49 min | 26     |
| Katja Koren    | Abfahrt            | —           | —       | —           | —       | 1:37,69 min | 10     |
| Katja Koren    | Alpine Kombination | 1:30,59 min | 25      | 1:39,00 min | 5       | 3:09,59 min | 6      |
| Katja Koren    | Riesenslalom       | DNF         | DNF     | DNF         | DNF     | DNF         | DNF    |
| Katja Koren    | Slalom             | 59,00 s     | 1       | 57,61 s     | 5       | 1:56,61 min | Bronze |
| Katja Koren    | Super-G            | —           | —       | —           | —       | 1:22,96 min | 7      |
| Špela Pretnar  | Abfahrt            | —           | —       | —           | —       | 1:38,50 min | 23     |
| Špela Pretnar  | Alpine Kombination | 1:29,91 min | 19      | DNF         | DNF     | DNF         | DNF    |
| Špela Pretnar  | Riesenslalom       | 1:22,81 min | 15      | 1:13,30 min | 12      | 2:36,11 min | 12     |
| Špela Pretnar  | Slalom             | 1:00,78 min | 13      | 57,87 s     | 10      | 1:58,65 min | 11     |
| Špela Pretnar  | Super-G            | —           | —       | —           | —       | DNF         | DNF    |
| Männer         |                    |             |         |             |         |             |        |
| Gregor Grilc   | Alpine Kombination | 1:45,61 min | 52      | 1:40,42 min | 5       | 3:26,03 min | 23     |
| Gregor Grilc   | Riesenslalom       | 1:31,38 min | 26      | 1:25,75 min | 22      | 2:57,13 min | 24     |
| Gregor Grilc   | Slalom             | DSQ         | DSQ     | DSQ         | DSQ     | DSQ         | DSQ    |
| Jernej Koblar  | Riesenslalom       | 1:30,75 min | 22      | 1:25,92 min | 25      | 2:56,67 min | 22     |
| Jernej Koblar  | Super-G            | —           | —       | —           | —       | 1:35,16 min | 29     |
| Jure Košir     | Alpine Kombination | 1:42,17 min | 41      | 1:38,41 min | 1       | 3:20,58 min | 10     |
| Jure Košir     | Riesenslalom       | 1:31,30 min | 25      | 1:25,80 min | 25      | 2:57,10 min | 23     |
| Jure Košir     | Slalom             | 1:02,55 min | 8       | 59,98 s     | 3       | 2:02,53 min | Bronze |
| Mitja Kunc     | Alpine Kombination | 1:40,01 min | 27      | 1:39,54 min | 2       | 3:19,55 min | 7      |
| Mitja Kunc     | Riesenslalom       | 1:28,90 min | 5       | 1:25,17 min | 19      | 2:54,07 min | 14     |
| Mitja Kunc     | Slalom             | 1:02,82 min | 11      | 59,80 s     | 2       | 2:02,62 min | 4      |
| Mitja Kunc     | Super-G            | —           | —       | —           | —       | 1:35,15 min | 28     |
| Andrej Miklavc | Slalom             | 1:02,57 min | 9       | 1:01,78 min | 10      | 2:04,35 min | 10     |
| Miran Ravter   | Abfahrt            | —           | —       | —           | —       | 1:48,48 min | 35     |
| Miran Ravter   | Alpine Kombination | 1:38,88 min | 16      | 1:41,80 min | 11      | 3:20,68 min | 11     |
| Miran Ravter   | Super-G            | —           | —       | —           | —       | 1:34,73 min | 22     |

### Skispringen
| Athleten                                               | Wettbewerb             | 1. Durchgang | 1. Durchgang | 1. Durchgang | 2. Durchgang | 2. Durchgang | 2. Durchgang | Gesamt | Gesamt |
| Athleten                                               | Wettbewerb             | Weite        | Punkte       | Rang         | Weite        | Punkte       | Rang         | Punkte | Rang   |
| ------------------------------------------------------ | ---------------------- | ------------ | ------------ | ------------ | ------------ | ------------ | ------------ | ------ | ------ |
| Männer                                                 |                        |              |              |              |              |              |              |        |        |
| Samo Gostiša                                           | Normalschanze          | 86,5 m       | 105,5        | 36           | 85,5 m       | 104,5        | 27           | 210,0  | 28     |
| Dejan Jekovec                                          | Normalschanze          | 74,0 m       | 79,0         | 55           | 82,0 m       | 95,0         | 32           | 174,0  | 41     |
| Matjaž Kladnik                                         | Normalschanze          | 92,5 m       | 119,0        | 17           | 87,5 m       | 107,5        | 25           | 226,5  | 19     |
| Matjaž Kladnik                                         | Großschanze            | 105,5 m      | 85,4         | 26           | 96,5 m       | 69,7         | 33           | 155,1  | 27     |
| Robert Meglič                                          | Normalschanze          | 93,0 m       | 121,0        | 14           | 88,5 m       | 112,0        | 21           | 233,0  | 14     |
| Robert Meglič                                          | Großschanze            | 122,0 m      | 114,1        | 8            | 113,0 m      | 103,4        | 9            | 217,5  | 9      |
| Franci Petek                                           | Großschanze            | 95,0 m       | 69,5         | 35           | 91,5 m       | 62,7         | 36           | 132,2  | 38     |
| Matjaž Zupan                                           | Großschanze            | 95,0 m       | 67,5         | 37           | 98,0 m       | 72,9         | 31           | 140,4  | 33     |
| Robert Meglič Samo Gostiša Matjaž Zupan Matjaž Kladnik | Großschanze Mannschaft | 436,0 m      | 377,3        | 9            | 429,5 m      | 362,1        | 9            | 739,4  | 9      |